# Aleksander Podwyszyński
Aleksander Podwyszyński (ur. 17 grudnia 1846 w Rzeszowie, zm. 17 czerwca 1887 we Lwowie) – polski aktor, reżyser, dyrektor teatru.

## Życiorys
Urodził się w Rzeszowie, gdzie uczył się w gimnazjum. Uczestniczył w powstaniu styczniowym walcząc w oddziale Dionizego Czachowskiego. W Rzeszowie w 1865 miał sceniczny debiut w zespole Konstantego Łobojki. Grywał w teatrach: Łodzi od 1865 (prawdopodobnie) do 1868, później u Anastazego Trapszy w Siedlcach i Kaliszu od 1870 do 1871 i w tym samym roku w zespole M. Stengla w Toruniu, Bydgoszczy i Pleszewie. Występował w zespole teatru poznańskiego w sezonie 1871/72, a później grał na scenach we Lwowie i Krakowie oraz powtórnie w teatrze poznańskim od października 1877 do kwietnia 1878. Latem 1878 był z teatrem poznańskim w Piotrkowie oraz w „Alhambrze”, a także grywał we Lwowie od 1878 do 1882. Na jesieni 1882 został dyrektorem Teatru Polskiego w Poznaniu, ale już w marcu 1883 musiał zrezygnować z funkcji dyrektora, ponieważ miał trudności finansowe. Wystawiał repertuar dramatyczny (m.in. po raz pierwszy w Poznaniu Norę Henrika Ibsena) oraz operowy, w tym Halkę Stanisława Moniuszki (partię Jontka śpiewał Ludwik Solski, którego teatr poznański zaangażował na ten sezon). Kierowany przez niego teatr poznański wystąpił gościnnie w Gnieźnie. Grywał jeszcze po wyjeździe z Poznania w Krakowie oraz w Warszawie. Przestał występować na scenie z powodu choroby w 1886. Zmarł we Lwowie 17 czerwca 1887 roku, pochowany na cmentarzu Łyczakowskim.
Jego żoną od 1884 była aktorka Emilia Knapczyńska. Jako aktor i dyrektor wyróżniał się dużą inteligencją i na tym opierał głównie swoje sukcesy artystyczne (miał złe warunki zewnętrzne i wadę wymowy). M.in. grał: Rejenta w Zemście A. Fredry, Pagatowicza w Grubych rybach M. Bałuckiego oraz Bajdalskiego w Panu Damazym J. Blizińskiego. Współpracował m.in. z Gabrielą Zapolską.